# マイケル・ローネン
マイケル・ローネン（Michael E Ronen、1969年 - ）はアメリカ合衆国の実業家。
ゴールドマンサックス世界テクノロジー・メディア・通信グループの共同COOおよび投資銀行業務Auto2.0チームを率いる。
ドイツとイスラエルの二重国籍者である。
ソフトバンク・ビジョン・ファンドに参加。

## 経歴
- 1969年1月20日 - 誕生する。
- 1987年 - 4年間イスラエル空軍情報隊に勤務。
- 1993年 - 3年間イスラエルの弁護士事務所Lipa Meir & Co.で弁護士として倒産や財務再建の業務に携わる。
- 1994年 - イスラエルのテルアビブ大学でLL.B./J.D.を取得。
- 1998年 - ニューヨーク大学のレナード・N・スターン・スクールでMBAを取得。
- 1998年9月 - ゴールドマンサックスに入社。
- 2006年 - マネージングディレクター就任。[4]
- 2012年11月14日 - 役員に選任される。[5]
- 2014年5月13日 - 世界テクノロジー・メディア・通信グループの共同COO就任。[6]
- 2017年 - ソフトバンク・ビジョン・ファンドに参加。
- 2020年 - ソフトバンク・ビジョン・ファンドを退社[7]。